# Husův sbor (Hořelice)
Husův sbor v Hořelicích je stavba ve stylu geometrické moderny, situovaná vedle hlavní silnice, která byla vybudována v roce 1923. Jejími autory jsou ing. Tomáš Šašek a ing. Bártl (oba jsou např. rovněž autory Husova sboru v Českých Budějovicích). Stále ji využívá Církev československá husitská.

## Historie
Základní kámen stavby byl položen 2. září 1923 a stavba byla financována a podporována celou řadou jednotlivců, spolků i organizací z Hořelic a Dušníků. Aktu položení základního kamene se zúčastnil i Dr. Karel Farský, spoluzakladatel Československé církve husitské. Tuto výjimečnou stavbu navštívil 15. března 1925 (či 15. července 1925) tehdejší prezident T. G. Masaryk a tehdejší ministerský předseda Antonín Švehla. Farní budova byla k jižní straně modlitebny přistavěna v roce 1929.
Dne 28. října 1929 byla v zahradě kostela slavnostně odhalena busta T. G. Masaryka, za nacistické okupace ale byla povinně odstraněna. V roce 1948 byla provizorně nahrazena bustou Jana Husa, která zde stojí dodnes (2019). Kostel byl spolu s farou v roce 2005 zapsán na seznam kulturních památek.

## Architektura
Jedná se o přízemní jednolodní stavbu s obdélníkovým půdorysem. Plášť budovy je z režného zdiva, se kterým kontrastuje hladká omítka použitá především na kónických sloupech portiku a na rozšiřující se hlavní římse. Tyto prvky – sloupy a římsa – ukazují svým tvarem na vliv kubismu.
Štukový figurální reliéf na západní fasádě sice není signován, je ale připisován sochaři Františku Bílkovi, který po roce 1920 přestoupil do Církve československé husitské a stal se jejím oficiálním umělcem a jehož syn František Bílek ml. působil v tomto kostele v letech 1936–1939 jako farář.
Na stavbě jsou patrné různé zdobné prvky odkazující na husitské hnutí. Nad hlavním průčelím kostela je umístěna plastika s kalichem a nápisem „Pravda vítězí“. Tyče hromosvodů jsou zdobeny plastickým motivem husitské zbraně – tzv. kropáče.

## Interiér
Stavba má dřevěný strop s geometrickým dekorem a dřevěný kůr s vyřezávaným zábradlím.

## Současnost
Bohoslužby se v kostele konají každou čtvrtou neděli v měsíci od 15:00. Návštěvní hodiny jsou každou první, druhou a čtvrtou středu v měsíci 13:00 - 15:00, třetí středu s měsíci 15:00 - 17:00. Kolumbárium je otevřeno o sobotách, nedělích a svátcích 9:00 - 18:00.
Československá církev husitská spolupracuje s vedením města Rudná (město vzniklo roku 1951 sloučením Hořelic a Dušníků) na tom, aby se kostel stal místem konání různých kulturních a společenských akcí.

## Galerie

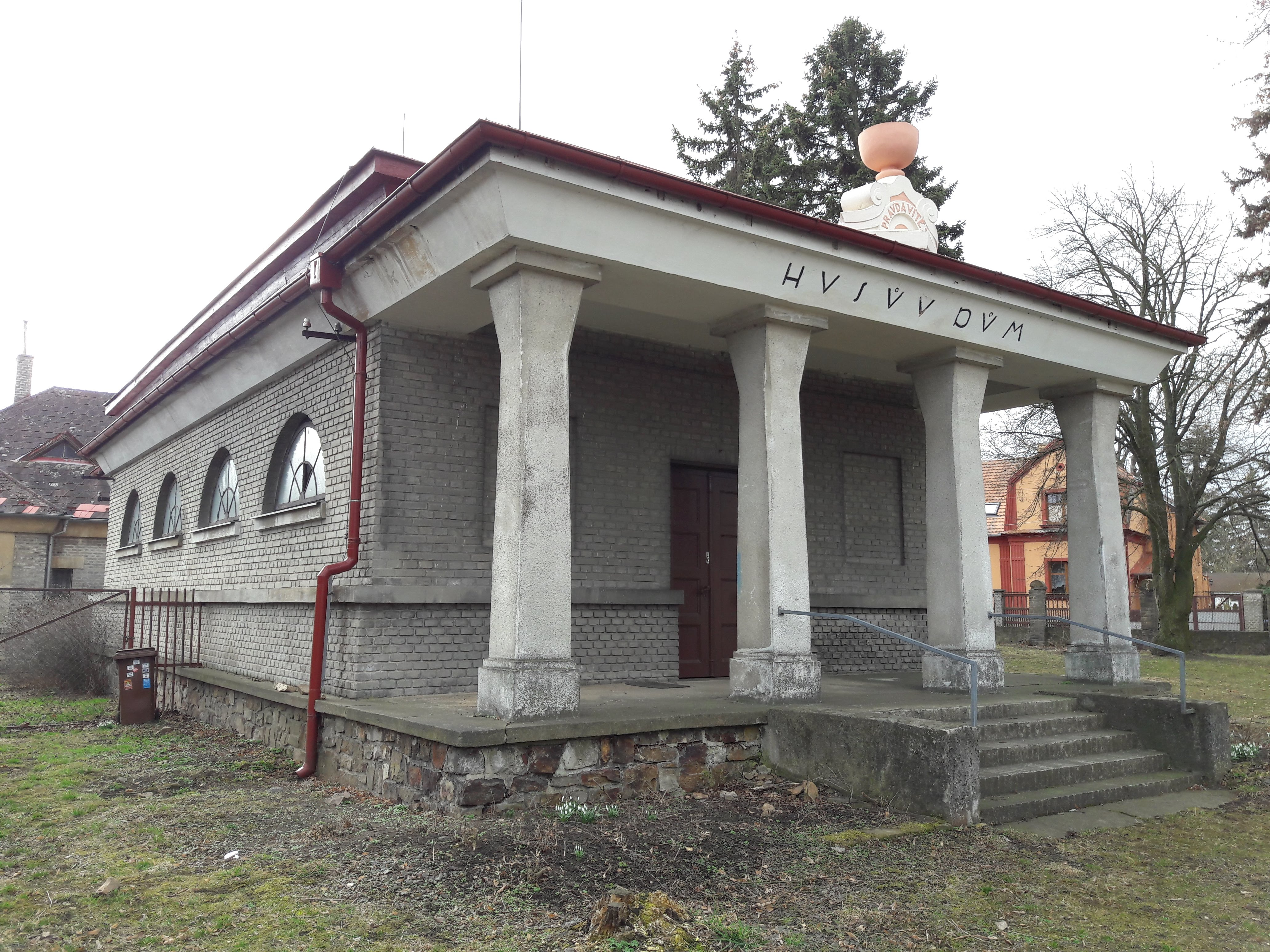
Portikus Husova sboru v Hořelicích se zjevným kubistickým vlivem.
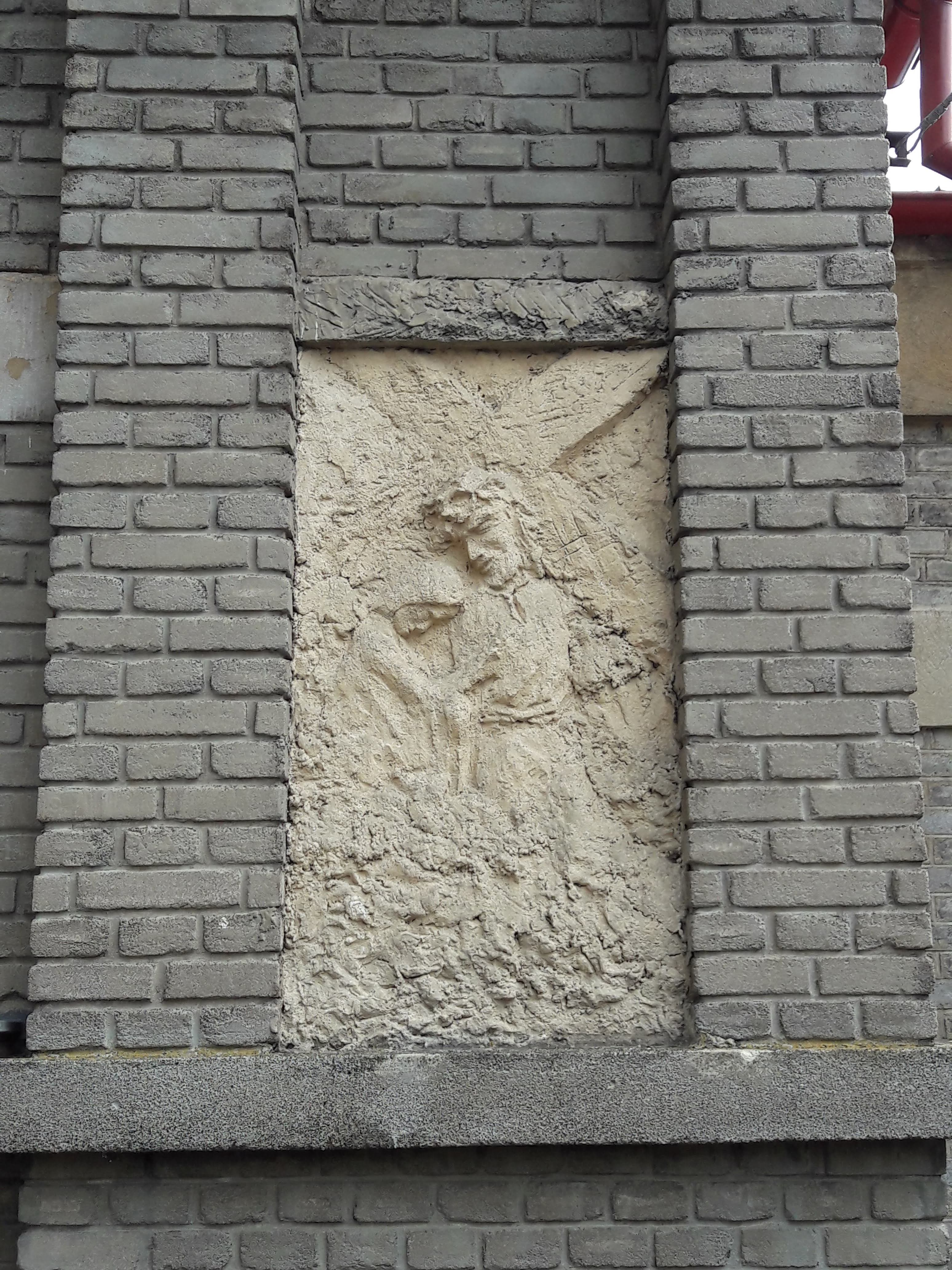
Figurální reliéf s biblickým motivem je připisován sochaři Františku Bílkovi.
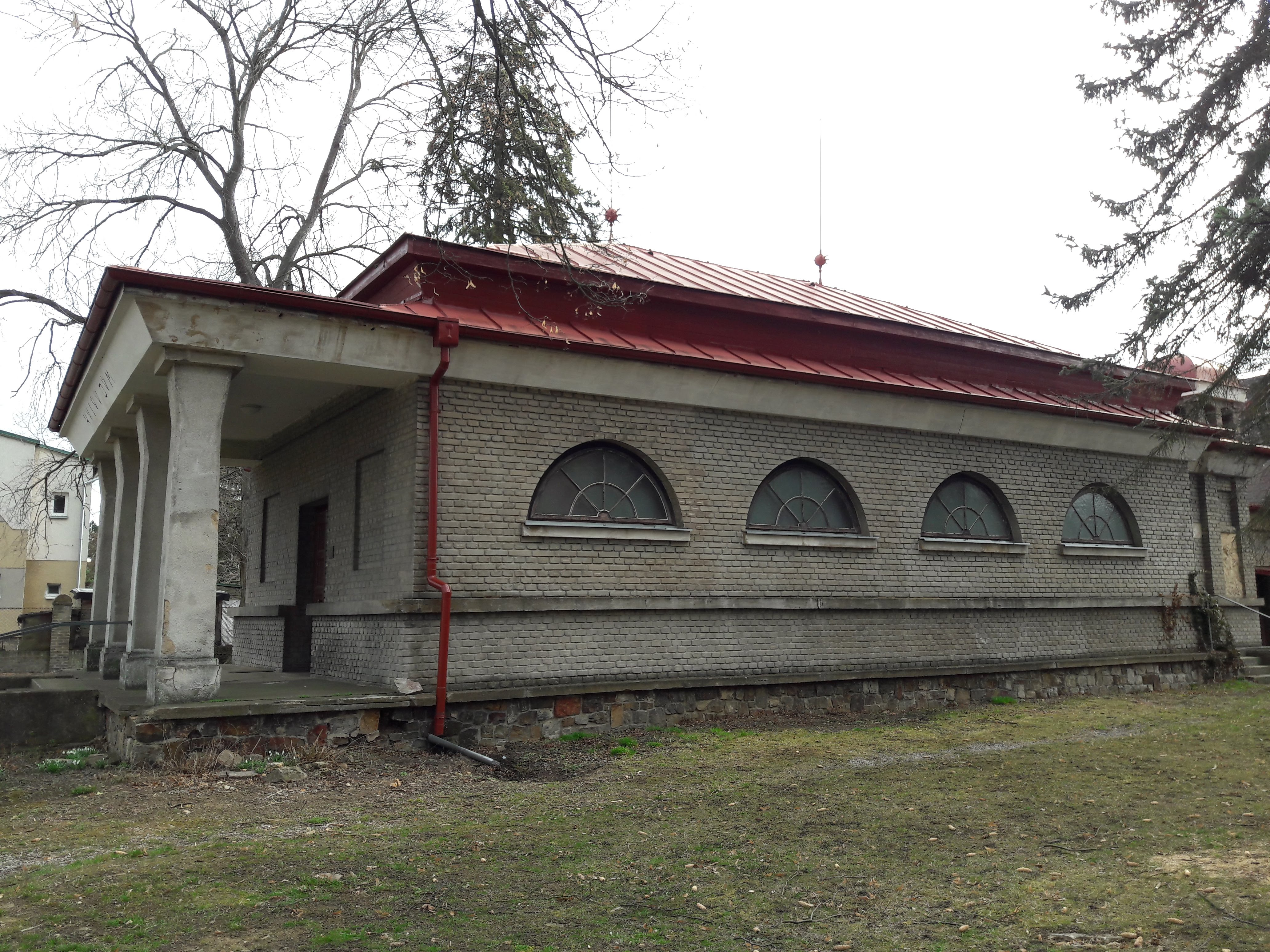
Prvky odkazující na husitství: motivy kropáčů na hromosvodech. V pravé části snímku Bílkův reliéf.
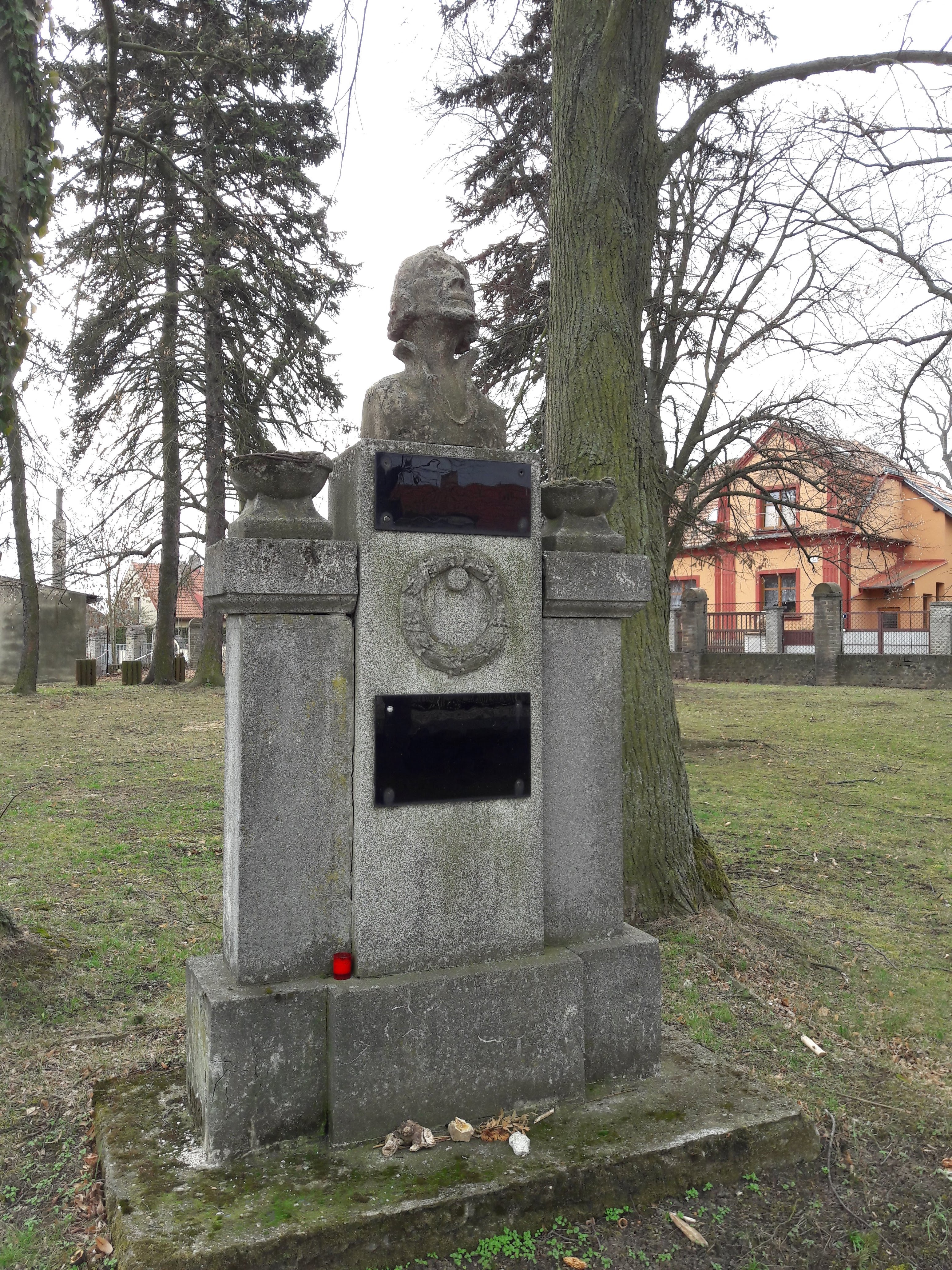
Husova busta v zahradě Husova sboru v Hořelicích.